# Teneral
Teneral avser det stadium hos ett imago leddjur som är nyömsat och vars exoskelett ännu inte torkat, utan är mjukt. Det har heller ännu inte fått sin slutliga färg. Inom en till två timmar har huden hårdnat och en garvningsprocess analogt med lädertillverkning har inletts. När djuret har fått sina färger är det inte längre teneralt.